# Hôtel d'Olmières
L’hôtel d'Olmières est un hôtel particulier, situé au no 3 rue Peyrolières, dans le centre historique de Toulouse. Construit au début du XVIe siècle pour la famille d'Olmières, il est caractéristiques des hôtels particuliers qui se construisent à cette période à Toulouse, où les riches propriétaires s'isolent de la rue tout en montrant leur richesse. L'hôtel conserve cependant des éléments représentatifs du premier style de la Renaissance toulousaine, mêlés à des éléments gothiques, en particulier sa tour capitulaire. L'hôtel, passé dans d'autres mains que la famille d'Olmières aux siècles suivants est plusieurs fois remanié, en particulier au XVIIe siècle et au XVIIIe siècle. L'hôtel est inscrit partiellement aux monuments historiques en 1946.

## Histoire
Jean-Étienne d'Olmières, capitoul de la Daurade en 1503-1504, est peut-être à l'origine de la construction de l'hôtel. Une autre hypothèse retient Georges d'Olmières, baron de Saint-Sernin, juge de Comminges en 1497, conseiller au Parlement de Toulouse en 1505, président en 1521. Quel qu'il soit, le propriétaire de l'hôtel fait élever un vaste bâtiment qui occupe tout l'îlot entre les rues Peyrolières, Lanternières et Gipponières (actuelle rue du Tabac). La tour orthogonale, qui est alors couronnée d'une terrasse et de mâchicoulis aveugles, signale la puissance de la famille d'Olmières. L'hôtel aurait pourtant dû être démoli en 1544 lors de la construction du Pont-Neuf et du percement d'une rue nouvelle face au pont. Mais à la suite d'une erreur dans la construction de la première pile entreprise par Nicolas Bachelier, celle-ci étant décalée par rapport au projet initial, il faut donner une autre direction au nouveau pont et l'hôtel est épargné.
La famille d'Olmières en est propriétaire jusque dans les années 1570. En 1550, l'hôtel appartient à Jean d'Olmières, seigneur de Roquettes, et en 1571, à ses héritiers. Peu après 1571, il est vendu à Antoine de Garrache, conseiller au Parlement et trésorier général, puis à son fils Valentin de Garrache, qui le vend à son tour en 1611 à Jean de Balanguier, seigneur de Montlaur et conseiller au Parlement de 1608 à 1632. C'est probablement à cette époque que la tour capitulaire est modifiée, surélevée d'un étage de mirandes. 
Aux alentours de 1650, l'hôtel passe à Jacques Druilhet, conseiller au Parlement en 1654 et président de la deuxième chambre des enquêtes du Parlement, qui ne semble cependant ne pas l'avoir habité. En 1698, il est vendu aux marchands Jean et Bernard Castet. Au XVIIIe siècle, l'hôtel est remanié, en particulier les ouvertures : la porte d'entrée de la tour est refaite, tandis que toutes les fenêtres sont remaniées. 

## Description
L'édifice s'organise en plusieurs corps de bâtiment autour d'une cour intérieure. La porte cochère centrale ouvre sur la rue par un arc en plein cintre appareillée en brique et pierre alternées et couronnée d'une corniche à modillons. Les jambages sont protégés par deux bouteroues tournée à la manière de courges, caractéristiques du début du XVIe siècle toulousain. Le portail se prolonge par un passage voûté qui relie les deux corps de logis sur la rue. Au premier étage, une terrasse, fermée par un balcon en fer forgé, couvre le passage et deux loges. 
Les élévations de la cour intérieure sont homogènes et remontent à la période de construction de l'hôtel, au début du XVIe siècle. Les fenêtres ont cependant été remaniées au XVIIIe siècle et seuls quelques accoudoirs semblent remonter à l'époque gothique. 
Au fond de la cour s'élève la tour d'escalier octogonale qui combine des éléments de la fin de la période gothique et des débuts de la Renaissance. La porte d'entrée, au bas de la tour, a été refaite au XVIIIe siècle, mais a conservé l'ancienne disposition de ses montants taillés en biais, continuant ainsi la courbe de la vis de pierre de 83 marches. Les fenêtres sont surmontées d'accolades se terminant en choux-frisés, dont les modillons sont ornés de têtes et d'animaux fantastiques.